# Испания на летних Олимпийских играх 2020
Испания на летних Олимпийских играх 2020 года в Токио была представлен 321 спортсменом в 29 видах спорта. Это самая многочисленная египетская делегация в истории выступления страны на Олимпийских играх. В связи с пандемией COVID-19 Международный олимпийский комитет принял решение перенести Игры на 2021 год.
В марте 2020 года Исполком МОК, продолжая политику гендерного равенства на Олимпийских играх, одобрил изменения в протокол церемоний открытия и закрытия Игр, согласно которым у национальных олимпийских комитетов появилась возможность заявить в качестве знаменосцев одного мужчину и одну женщину. На церемонии открытия Игр знаменосцами сборной Испании стали двукратный олимпийский чемпион в гребле на байдарках Сауль Кравиотто и олимпийская чемпионка 2016 года в плавании на дистанции 200 метров баттерфляем Мирея Бельмонте Гарсия, а на церемонии закрытия право нести национальный флаг было доверено чемпионке Игр в Токио в технике ката каратистке Сандре Санчес.
По итогам соревнований на счету испанских спортсменов были 3 золотых, 6 серебряных и 8 бронзовых медалей, что позволило сборной Испании занять 22-е место в неофициальном медальном зачёте. Этот результат стал самым слабым, начиная с Игр 2000 года, когда испанцы заняли в медальном зачёте 25-е место, завоевав 3 золотые, 3 серебряные и 5 бронзовых наград.

## Состав сборной
Академическая гребля
1. Квота 1
2. Квота 2
3. Квота 3
4. Квота 4
5. Квота 5
6. Квота 6

 Бадминтон
1. Пабло Абиан

 Баскетбол
1. Квота 1
2. Квота 2
3. Квота 3
4. Квота 4
5. Квота 5
6. Квота 6
7. Квота 7
8. Квота 8
9. Квота 9
10. Квота 10
11. Квота 11
12. Квота 12

 Бокс
1. Газимагомед Джалидов
2. Хосе Килес
3. Эммануэль Рейес
4. Габриэль Эскобар

 Водное поло
1. Квота 1
2. Квота 2
3. Квота 3
4. Квота 4
5. Квота 5
6. Квота 6
7. Квота 7
8. Квота 8
9. Квота 9
10. Квота 10
11. Квота 11
12. Квота 12
13. Квота 13
14. Квота 14
15. Квота 15
16. Квота 16
17. Квота 17
18. Квота 18
19. Квота 19
20. Квота 20
21. Квота 21
22. Квота 22

Гребля на байдарках и каноэ
 Гребля на гладкой воде
1. Квота 1
2. Квота 2
3. Квота 3
4. Квота 4
5. Квота 5
6. Квота 6
7. Квота 7

 Конный спорт
1. Квота 1
2. Квота 2
3. Квота 3

 Парусный спорт
1. Квота 1
2. Квота 2
3. Квота 3
4. Квота 4
5. Квота 5
6. Квота 6

 Стрельба
1. Квота 1
2. Квота 2

 Синхронное плавание
1. Квота 1
2. Квота 2

 Стрельба из лука
1. Квота 1

 Футбол
1. Марко Асенсио
2. Хесус Вальехо
3. Иван Вильяр
4. Эрик Гарсия
5. Марк Кукурелья
6. Микель Мерино
7. Оскар Мингеса
8. Рафа Мир
9. Хуан Миранда
10. Хон Монкайола
11. Дани Ольмо
12. Микель Оярсабаль
13. Педри
14. Хави Пуадо
15. Дани Себальос
16. Унаи Симон
17. Карлос Солер
18. Мартин Субименди
19. Пау Торрес
20. Альваро Фернандес
21. Брайан Хиль
22. Оскар Хиль

## Результаты соревнований

### Академическая гребля
Соревнования по академической гребле пройдут с 24 по 31 июля 2020 года на гребном канале Си Форест в Токийском заливе. В следующий раунд из каждого заезда проходят несколько лучших экипажей (в зависимости от дисциплины). В июне 2017 года МОК, в рамках проводимой политики гендерного равенства, утвердил решение о замене соревнований в мужских легковесных четвёрках на женские четвёрки распашные. Впервые в истории количество дисциплин у мужчин и женщин в олимпийской программе академической гребли стало равным.
В отборочный заезд гребных соревнований попадают спортсмены, выбывшие в предварительном раунде. В финал A выходят 6 сильнейших экипажей, остальные разыгрывают места в утешительных финалах B-F.
Основным этапом отбора на Олимпийские игры стал чемпионат мира 2019 года в австрийском Оттенсхайме. По его результатам испанские гребцы завоевали 3 олимпийские лицензии из 14 возможных.
Мужчины
| Соревнование              | Спортсмены | Предварительный заезд | Предварительный заезд | Предварительный заезд | Отборочный заезд | Отборочный заезд | Отборочный заезд | Четвертьфинал | Четвертьфинал | Четвертьфинал | Полуфинал | Полуфинал | Полуфинал | Финал | Финал | Итоговое место |
| Соревнование              | Спортсмены | Заезд                 | Время                 | Место                 | Заезд            | Время            | Место            | Заезд         | Время         | Место         | Заезд     | Время     | Место     | Время | Место | Итоговое место |
| ------------------------- | ---------- | --------------------- | --------------------- | --------------------- | ---------------- | ---------------- | ---------------- | ------------- | ------------- | ------------- | --------- | --------- | --------- | ----- | ----- | -------------- |
| двойки                    |            |                       |                       |                       |                  |                  |                  | не проводится | не проводится | не проводится |           |           |           | Финал | Финал |                |
| двойки                    |            |                       |                       |                       |                  |                  |                  | не проводится | не проводится | не проводится |           |           |           |       |       |                |
| двойки парные, лёгкий вес |            |                       |                       |                       |                  |                  |                  | не проводится | не проводится | не проводится |           |           |           | Финал | Финал |                |
| двойки парные, лёгкий вес |            |                       |                       |                       |                  |                  |                  | не проводится | не проводится | не проводится |           |           |           |       |       |                |

Женщины
| Соревнование | Спортсмены | Предварительный заезд | Предварительный заезд | Предварительный заезд | Отборочный заезд | Отборочный заезд | Отборочный заезд | Четвертьфинал | Четвертьфинал | Четвертьфинал | Полуфинал | Полуфинал | Полуфинал | Финал | Финал | Итоговое место |
| Соревнование | Спортсмены | Заезд                 | Время                 | Место                 | Заезд            | Время            | Место            | Заезд         | Время         | Место         | Заезд     | Время     | Место     | Время | Место | Итоговое место |
| ------------ | ---------- | --------------------- | --------------------- | --------------------- | ---------------- | ---------------- | ---------------- | ------------- | ------------- | ------------- | --------- | --------- | --------- | ----- | ----- | -------------- |
| двойки       |            |                       |                       |                       |                  |                  |                  | не проводится | не проводится | не проводится |           |           |           | Финал | Финал |                |
| двойки       |            |                       |                       |                       |                  |                  |                  | не проводится | не проводится | не проводится |           |           |           |       |       |                |

### Баскетбол

#### Мужчины
Мужской баскетбольный турнир на летних Олимпийских играх 2020 года пройдёт с 26 июля по 8 августа в Сайтама Супер Арене.
Мужская сборная Испании квалифицировалась на Олимпийские игры, пробившись в полуфинал чемпионата мира 2019 года, попав тем самым в число двух лучших европейских сборных по итогам мирового первенства. При этом испанцы стали чемпионами мира, обыграв в финальном матче сборную Аргентины. Сборная Испании в шестой раз подряд выступит в мужском баскетбольном турнире, при этом на последних трёх Олимпийских играх испанские баскетболисты становились призёрами Игр.

### Водные виды спорта

#### Водное поло
Соревнования по водному поло на летних Олимпийских играх 2020 года пройдут с 25 июля по 9 августа в международном плавательном центре Тацуми.

##### Мужчины
Мужская сборная Испании гарантировала себе олимпийскую лицензию, одержав победу над сборной Хорватии со счётом 6:5 в полуфинальном матче чемпионата мира 2019 года, проходившего в южнокорейском городе Кванджу. Испанская сборная продолжила серию последовательных выступлений на Олимпийских играх, которая началась на Играх 1980 года в Москве.
Результаты
Групповой этап (Группа B)
| Место | Сборная    | И | В | Н | П | ГЗ | ГП | +/- | Очки |
| ----- | ---------- | - | - | - | - | -- | -- | --- | ---- |
| 1     | Испания    | 3 | 3 | 0 | 0 | 37 | 22 | +15 | 6    |
| 2     | Хорватия   | 3 | 2 | 0 | 1 | 44 | 26 | +18 | 4    |
| 2     | Сербия     | 3 | 2 | 0 | 1 | 45 | 26 | +19 | 4    |
| 4     | Австралия  | 3 | 1 | 0 | 2 | 29 | 37 | -8  | 2    |
| 4     | Черногория | 3 | 1 | 0 | 2 | 29 | 31 | -2  | 2    |
| 6     | Казахстан  | 3 | 0 | 0 | 3 | 16 | 58 | -42 | 0    |

### Гандбол
Мужчины
Состав
Результаты
Групповой этап (Группа A)
| Место | Сборная   | И | В | Н | П | ГЗ | ГП | +/- | Очки |
| ----- | --------- | - | - | - | - | -- | -- | --- | ---- |
| 1     | Норвегия  | 0 | 0 | 0 | 0 | 0  | 0  | +0  | 0    |
| 2     | Франция   | 0 | 0 | 0 | 0 | 0  | 0  | +0  | 0    |
| 3     | Германия  | 0 | 0 | 0 | 0 | 0  | 0  | +0  | 0    |
| 4     | Бразилия  | 0 | 0 | 0 | 0 | 0  | 0  | +0  | 0    |
| 5     | Испания   | 0 | 0 | 0 | 0 | 0  | 0  | +0  | 0    |
| 6     | Аргентина | 0 | 0 | 0 | 0 | 0  | 0  | +0  | 0    |

Женщины
Состав
Результаты
Групповой этап (Группа B)
| Место | Сборная  | И | В | Н | П | ГЗ  | ГП  | +/- | Очки |
| ----- | -------- | - | - | - | - | --- | --- | --- | ---- |
| 1     | Швеция   | 5 | 3 | 1 | 1 | 152 | 133 | +19 | 7    |
| 2     | ОКР      | 5 | 3 | 1 | 1 | 148 | 149 | -1  | 7    |
| 3     | Франция  | 5 | 2 | 1 | 2 | 139 | 135 | +4  | 5    |
| 4     | Венгрия  | 5 | 2 | 0 | 3 | 142 | 149 | -7  | 4    |
| 5     | Испания  | 5 | 2 | 0 | 3 | 135 | 142 | -7  | 4    |
| 6     | Бразилия | 5 | 1 | 1 | 3 | 133 | 141 | -8  | 3    |

### Футбол
Мужчины
Соревнования в мужском футболе прошли с 22 июля по 7 августа. Футбольный турнир традиционно начался до официального начала Олимпийских игр. Перед началом Игр Международный олимпийский комитет расширил заявку на турнир до 22 человек, при этом на матч можно было заявить только 18 человек. В связи с переносом Олимпийских игр в мужском турнире приняли участие сборные, составленные из игроков не старше 24 лет (родившиеся после 1 января 1997 года), а не 23 как на всех предыдущих Играх. Также в заявку могли войти не более 3 футболистов старше этого возраста.
Олимпийская сборная Испании по футболу квалифицировалась на Игры, пробившись в полуфинал молодёжного чемпионата Европы 2019 года. Сборная Испании вернулась в олимпийский турнир, пропустив Игры 2016 года.
Состав
Предварительный состав олимпийской сборной из 60 человек был объявлен 5 июня 2021 года. Состав из 22 человек был объявлен 29 июня 2021 года. Из-за травмы 29 июня Иван Вильяр заменил Алекса Домингеса.
| №              | Имя               | Клуб                    | Дата рождения   | Возраст | Игр     | Голов   |
| Вратари        | Вратари           | Вратари                 | Вратари         | Вратари | Вратари | Вратари |
| -------------- | ----------------- | ----------------------- | --------------- | ------- | ------- | ------- |
| 1              | Унаи Симон        | Атлетик Бильбао         | 11 июня 1997    | 24 года |         |         |
| 13             | Альваро Фернандес | Уэска                   | 13 апреля 1998  | 23 года |         |         |
| 22             | Иван Вильяр       | Сельта                  | 9 июля 1997     | 24 года |         |         |
| Защитники      |                   |                         |                 |         |         |         |
| 2              | Оскар Мингеса     | Барселона               | 13 мая 1999     | 22 года |         |         |
| 3              | Марк Кукурелья    | Хетафе                  | 22 июля 1998    | 23 года |         |         |
| 4              | Пау Торрес        | Вильярреал              | 16 января 1997  | 24 года |         |         |
| 5              | Хесус Вальехо     | Гранада                 | 5 января 1997   | 24 года |         |         |
| 12             | Эрик Гарсия       | Барселона               | 9 января 2001   | 20 лет  |         |         |
| 18             | Оскар Хиль        | Эспаньол                | 26 апреля 1998  | 23 года |         |         |
| 20             | Хуан Миранда      | Реал Бетис              | 19 января 2000  | 21 год  |         |         |
| Полузащитники  |                   |                         |                 |         |         |         |
| 6              | Мартин Субименди  | Реал Сосьедад           | 2 февраля 1999  | 22 года |         |         |
| 8              | Микель Мерино     | Реал Сосьедад           | 22 июня 1996    | 25 лет  |         |         |
| 10             | Дани Себальос     | Реал Мадрид             | 7 августа 1996  | 24 года |         |         |
| 14             | Карлос Солер      | Валенсия                | 2 января 1997   | 24 года |         |         |
| 15             | Хон Монкайола     | Осасуна                 | 13 мая 1998     | 23 года |         |         |
| 16             | Педри             | Барселона               | 25 ноября 2002  | 18 лет  |         |         |
| 17             | Хави Пуадо        | Эспаньол                | 25 мая 1998     | 23 года |         |         |
| 21             | Брайан Хиль       | Севилья                 | 11 февраля 2001 | 20 лет  |         |         |
| Нападающие     |                   |                         |                 |         |         |         |
| 7              | Марко Асенсио     | Реал Мадрид             | 21 января 1996  | 25 лет  |         |         |
| 9              | Рафа Мир          | Вулверхэмптон Уондерерс | 18 июня 1997    | 24 года |         |         |
| 11             | Микель Оярсабаль  | Реал Сосьедад           | 21 апреля 1997  | 24 года |         |         |
| 19             | Дани Ольмо        | РБ Лейпциг              | 7 мая 1998      | 23 года |         |         |
| Главный тренер |                   |                         |                 |         |         |         |
| Флаг Испании   | Луис Де Ла Фуэнте | Луис Де Ла Фуэнте       | 21 июня 1961    | 60 лет  |         |         |

Результаты
Групповой этап (группа C)
| Поз | Команда   | И | В | Н | П | МЗ | МП | РМ | О | Квалификация     |
| --- | --------- | - | - | - | - | -- | -- | -- | - | ---------------- |
| 1   | Испания   | 3 | 1 | 2 | 0 | 2  | 1  | +1 | 5 | Выход в плей-офф |
| 2   | Египет    | 3 | 1 | 1 | 1 | 2  | 1  | +1 | 4 | Выход в плей-офф |
| 3   | Аргентина | 3 | 1 | 1 | 1 | 2  | 3  | −1 | 4 |                  |
| 4   | Австралия | 3 | 1 | 0 | 2 | 2  | 3  | −1 | 3 |                  |

| 22 июля 2021 16:30 UTC+9 | \| Египет \| 0:0 Отчёт \| Испания \| | Стадион: Саппоро Доум, Саппоро Зрителей: 0 Судья: Адхам Махадмех |
| Египет                   | 0:0 Отчёт                            | Испания                                                          |